# Modrý dům
Modrý dům (původně německy Blaues Haus, česky též Modrá vila nebo Wilfertova vila), čp. 291/VII, je raně modernistická vila v Praze 7 Holešovicích na Letné.

## Popis
Modrý dům projektoval architekt Josef Zasche pro svého přítele, sochaře a pozdějšího pedagoga Karla Wilferta mladšího (1879–1932). Stavba byla realizována v letech 1904–1905. Podle původně šedomodré omítky a sytě modrých prvků na fasádě byla vila nazvána Blaues Haus, tedy Modrý dům, ovšem říkalo se jí rovněž Wilfertova vila podle jejího prvního majitele, případně též Modrá vila.
Původní půdorys vily měl tvar písmene L s křídly mířícími na jih a na západ, s přidaným tělesem schodiště mezi oběma křídly, a je zakončen mansardovou střechou. Ve 30. letech 20. století byla stavba rozšířena o severní křídlo, o něco nižší a zakončené příkrou sedlovou střechou. Průčelí domu je ozdobeno keramickými dlaždicemi s ornamenty ve štítě a mozaikovými slunečními hodinami mezi okny ve druhém nadzemním podlaží, jejich návrh je pravděpodobně dílem prvého majitele Karla Wilferta, nikoliv druhého majitele Richarda Teschnera, který ji získal několik let po kolaudaci.
Vila je přechodem od pozdní geometrické secese k rané moderně. Vývojově na ni navazují podobné projekty Zaschova přítele a spolupracovníka Jana Kotěry, například Suchardova vila v Bubenči.

## Dějiny stavby
Po svém dokončení byl Modrý dům obýván chebským sochařem Karlem Wilfertem mladším (1879–1932) a jeho rodinou. V letech 1908–1909 zde Wilfert vedl svou soukromou výtvarnou školu, společně s grafikem Richardem Teschnerem, který vilu později odkoupil, ale po několika letech ji prodal dále. Po únoru 1948 byl dům znárodněn a využívala jej Správa služeb diplomatických sborů. Během této doby byl dům zbaven původní barevnosti, rozšířen o krabicovitou přístavbu na severní straně a opatřen vykachlíkovanou vrátnicí na jižním okraji pozemku.
Po roce 1990 byl dům restituován dědičce předchozího majitele a od ní koncem roku 1992 zakoupen Obcí křesťanů za pomoci anonymní mecenášky z Holandska. V následujících dvou letech prošel celkovou rekonstrukcí, kterou v roce 1995 završilo zasvěcení kaple svatého Jana, vestavěné do rozšířené přízemní části domu v místě původních suterénních garáží.
V letech 2016–2017 proběhla ve dvou etapách kompletní rekonstrukce fasády, která domu vrátila jeho původní barevnost.

## Současné využití
Modrý dům je v současnosti využíván protestantskou[zdroj?] denominací Obcí křesťanů v České republice jako její sídlo a středisko činnosti. Ve druhém nadzemním podlaží vily se nacházejí prostory Galerie Josefa Adamce.
V Modrém domě také začíná MUD Prahy.

## Galerie

### Exteriér před rekonstrukcí fasády

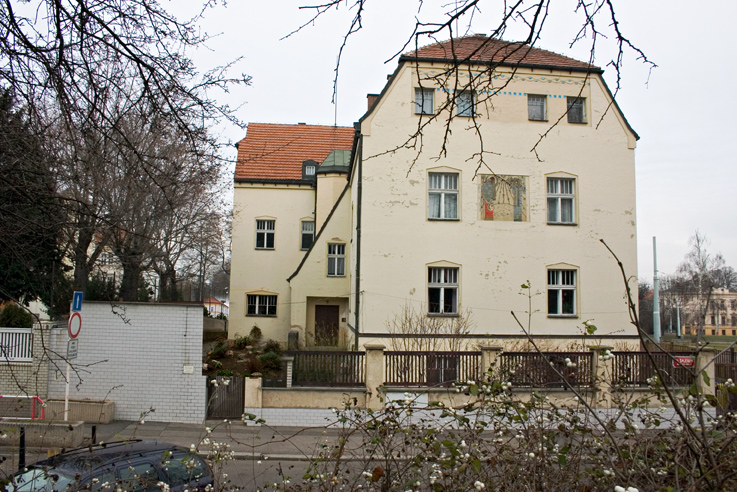
Pohled od jihu
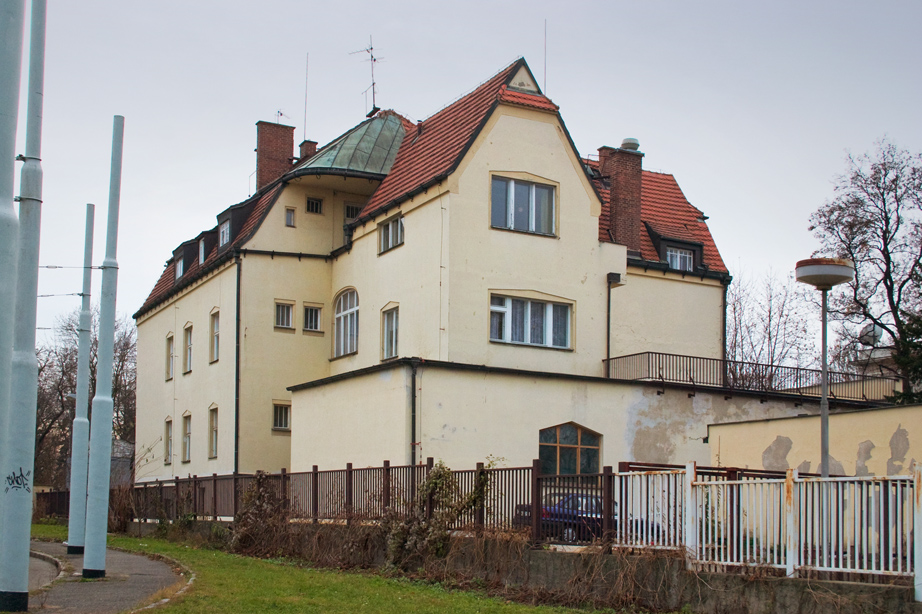
Pohled od severovýchodu
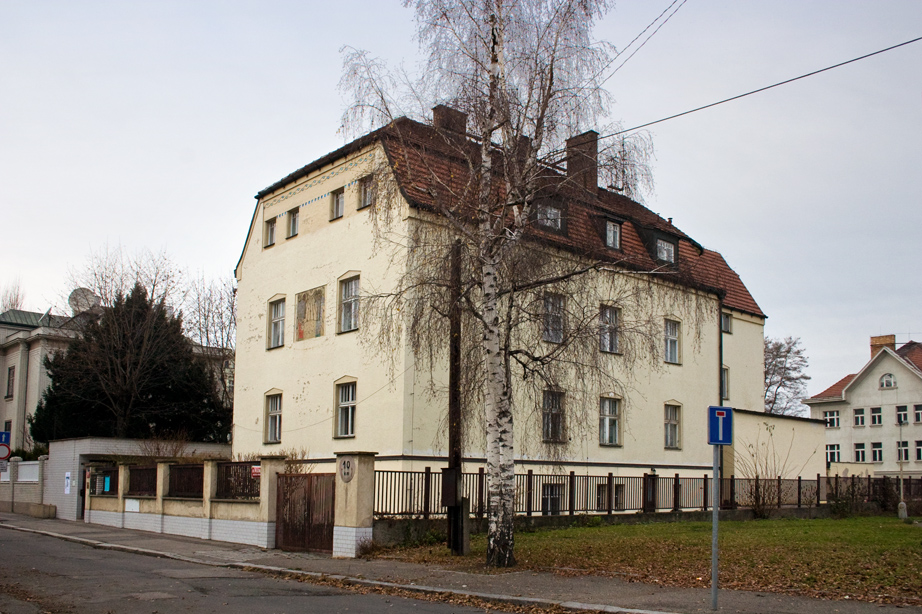
Pohled od jihovýchodu
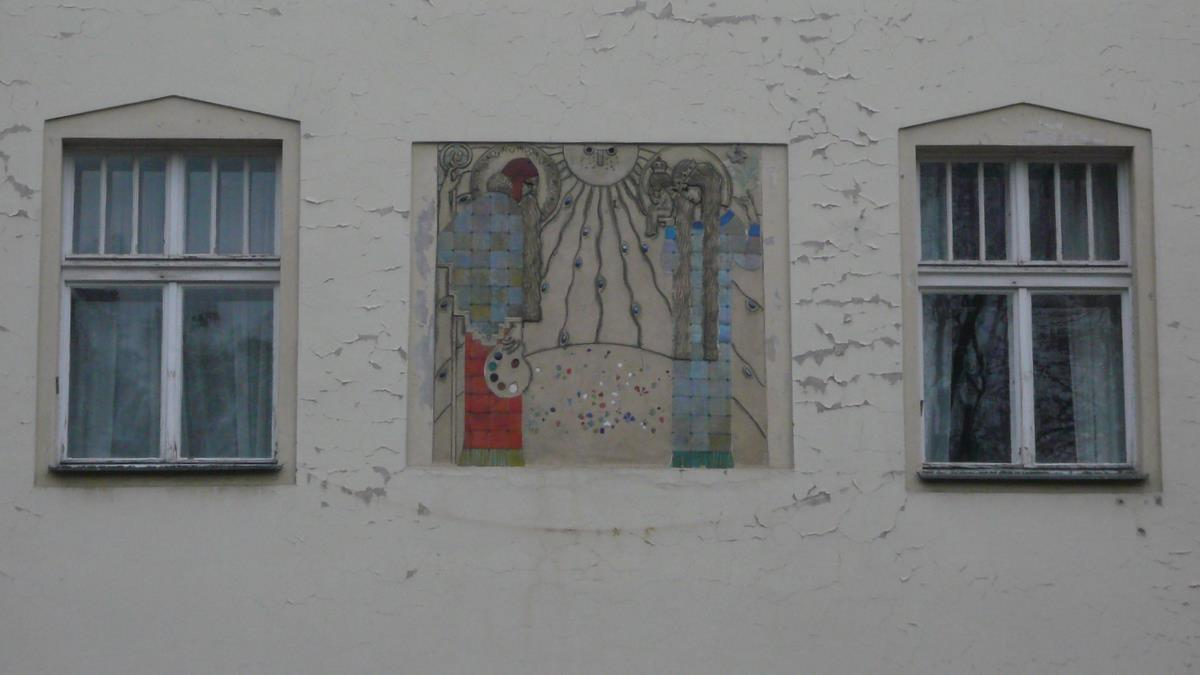
Sluneční hodiny na jižním průčelí
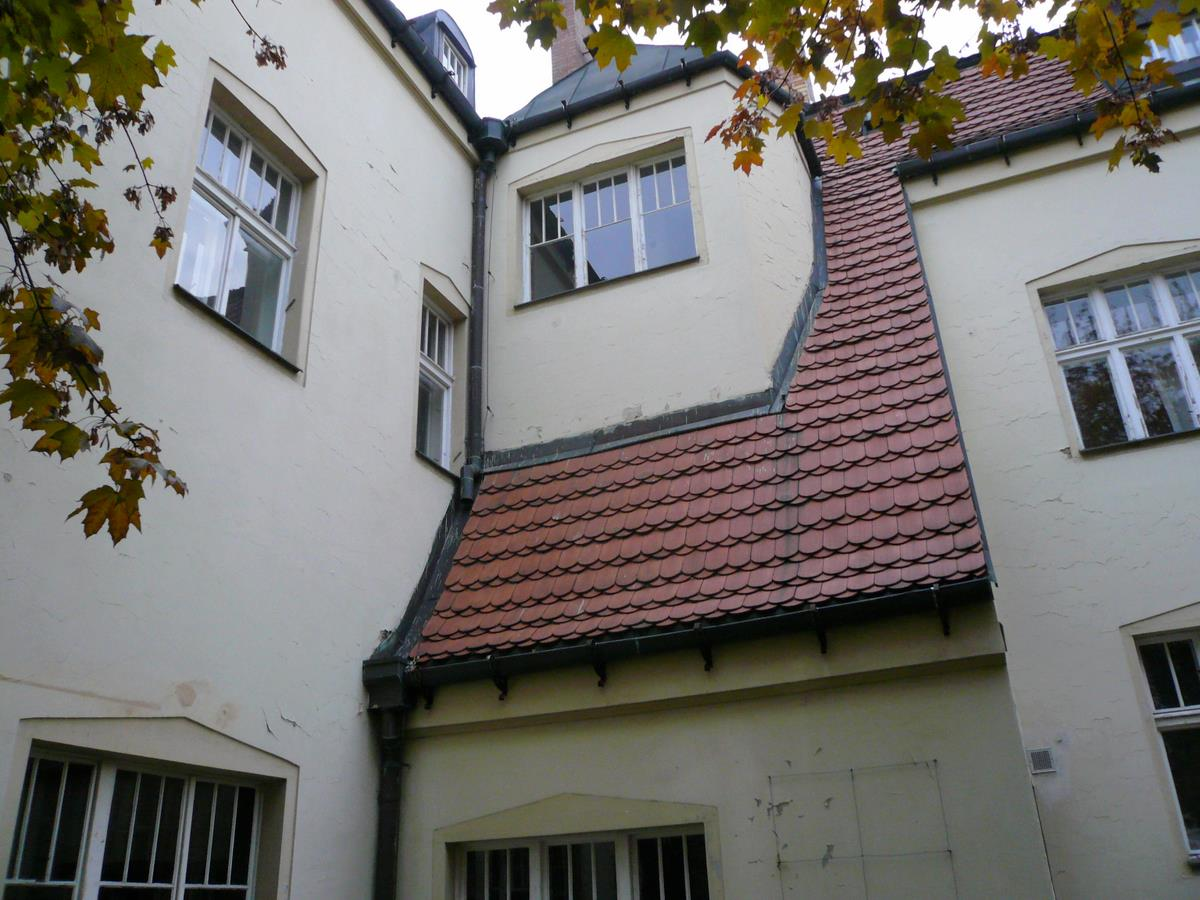
Těleso schodiště od západu
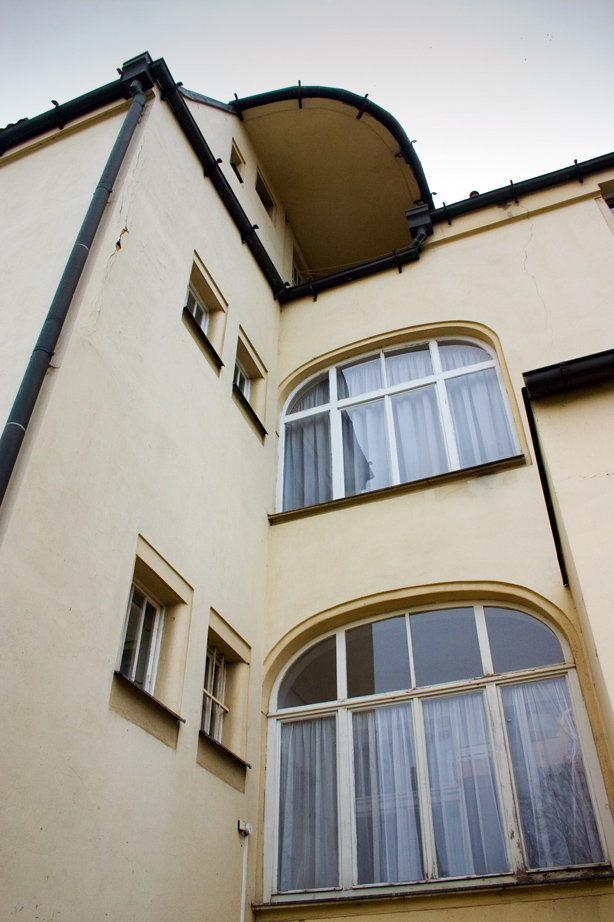
Verandy a věžička na východní straně domu

### Exteriér během rekonstrukce fasády 2016–2017

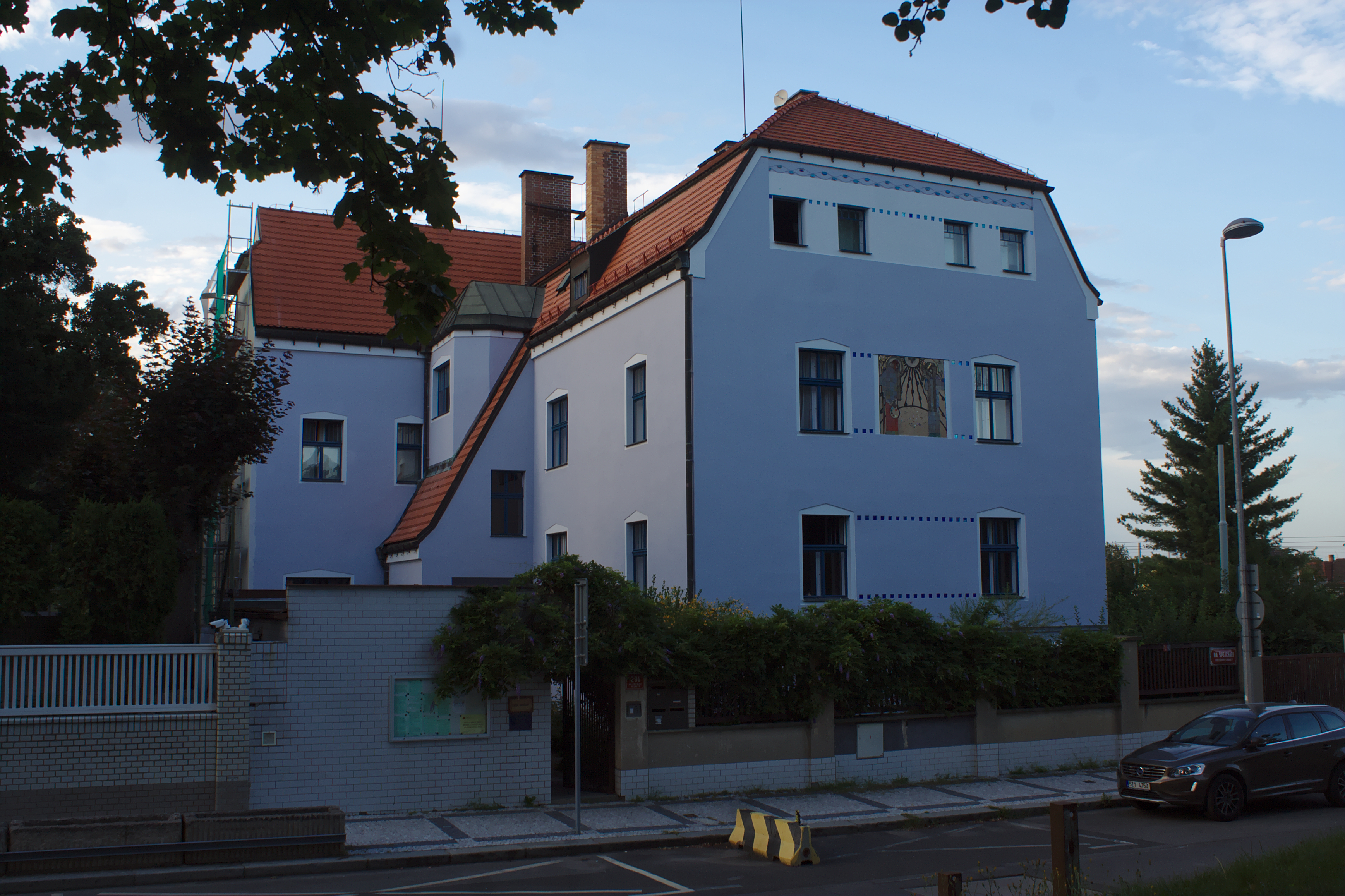
Pohled od jihozápadu
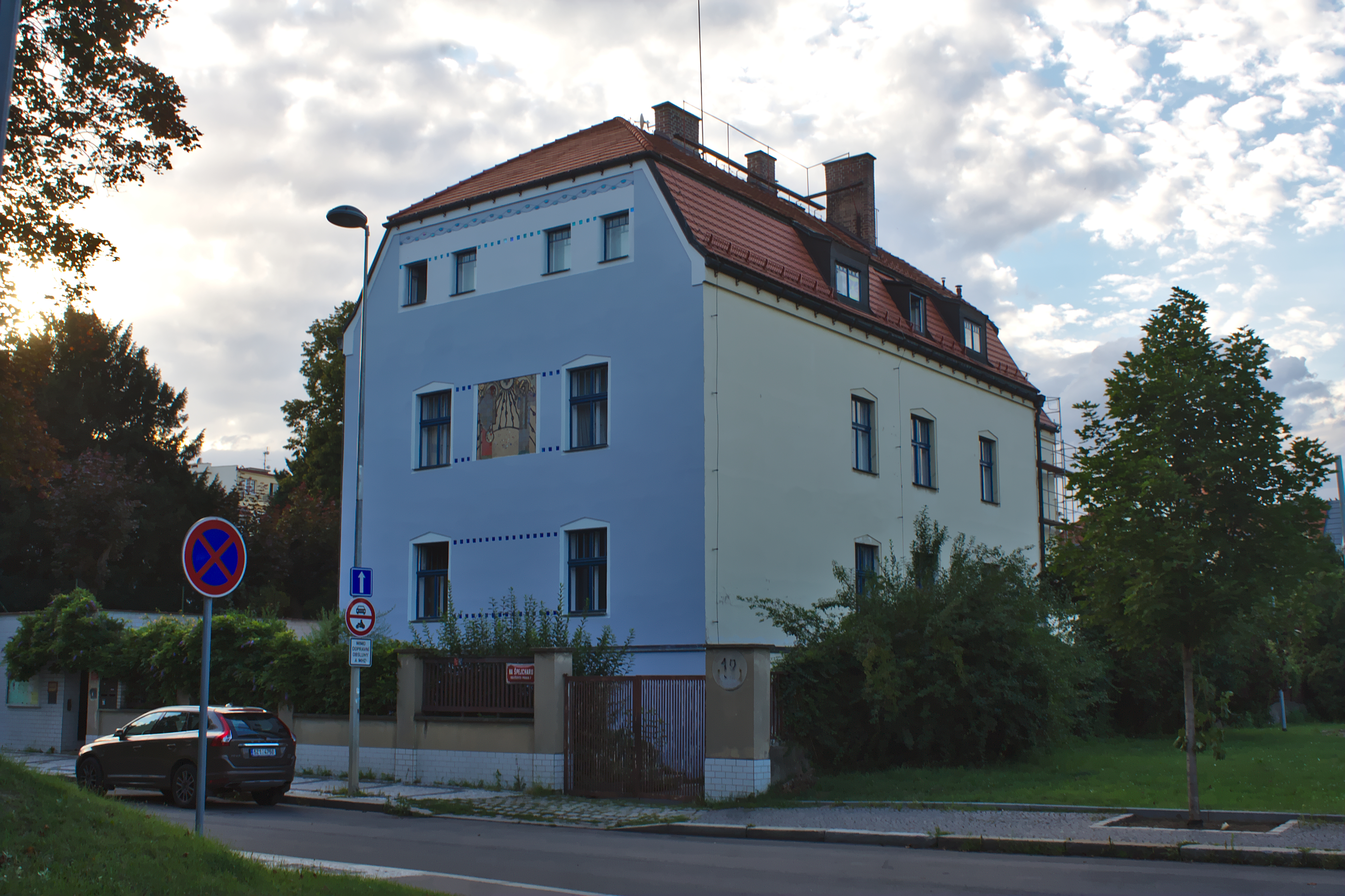
Pohled od jihovýchodu
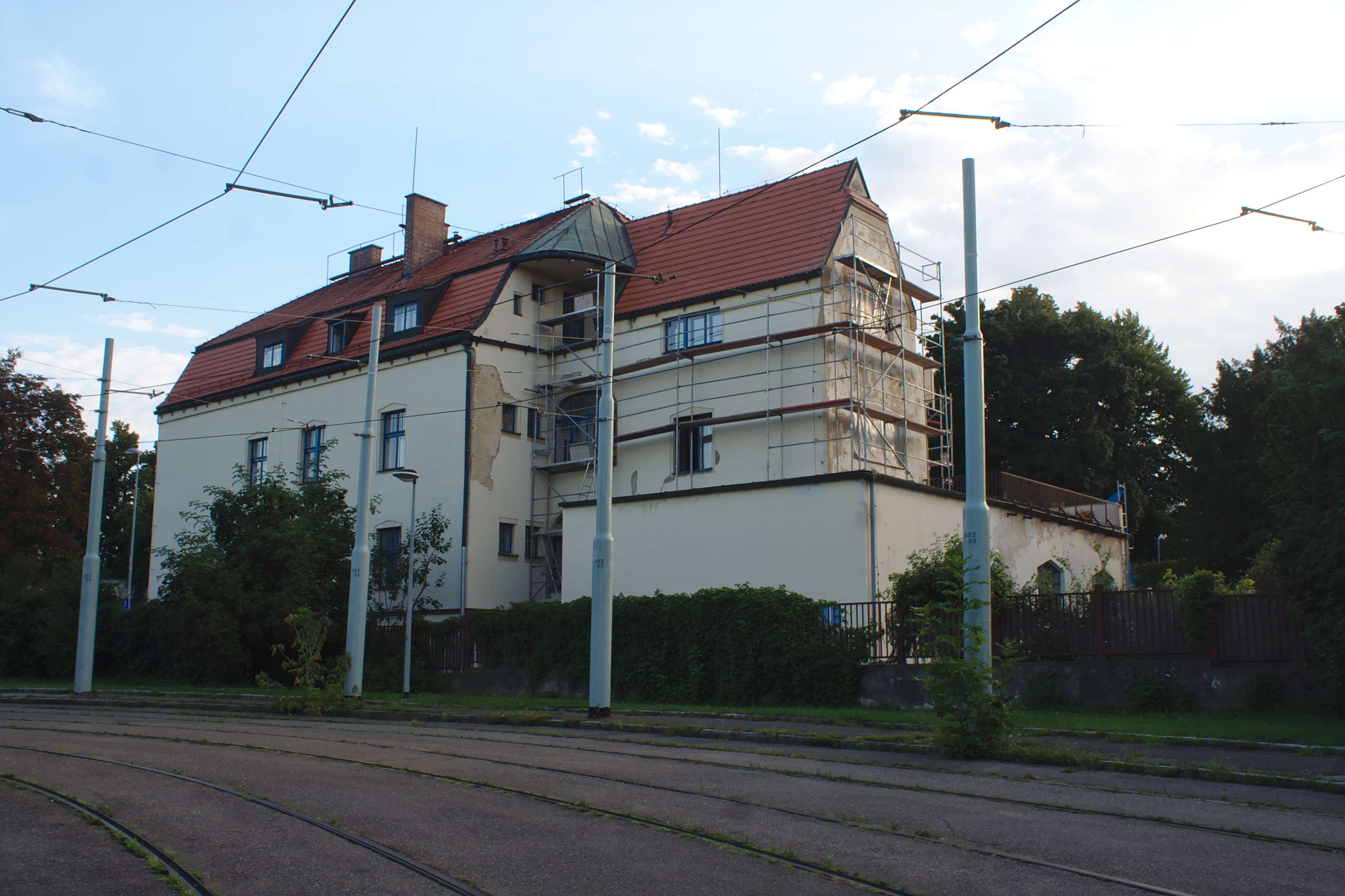
Pohled od severovýchodu
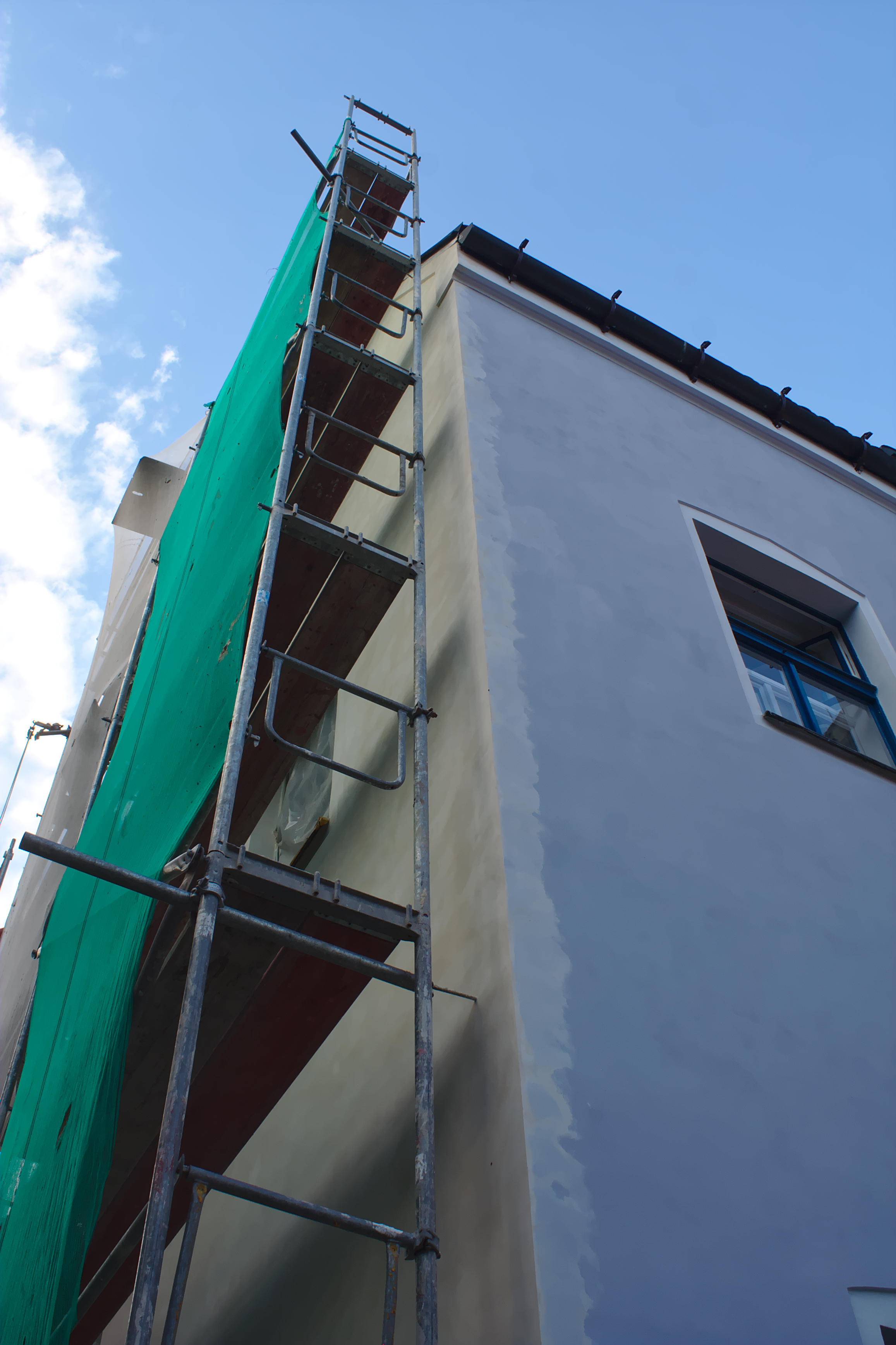
Jihozápadní roh, detail prací

### Stav po opravě průčelí 2019

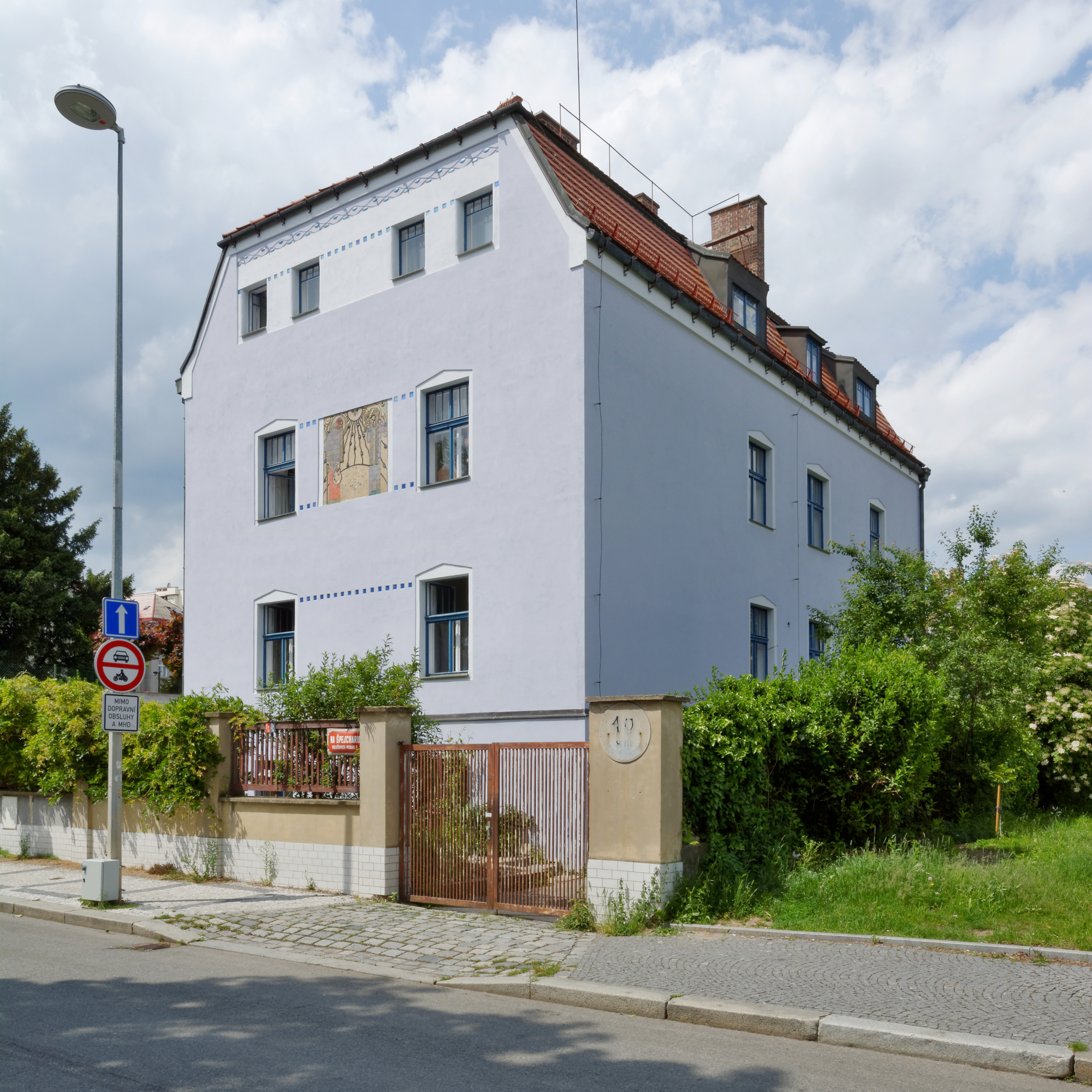
Pohled od jihovýchodu
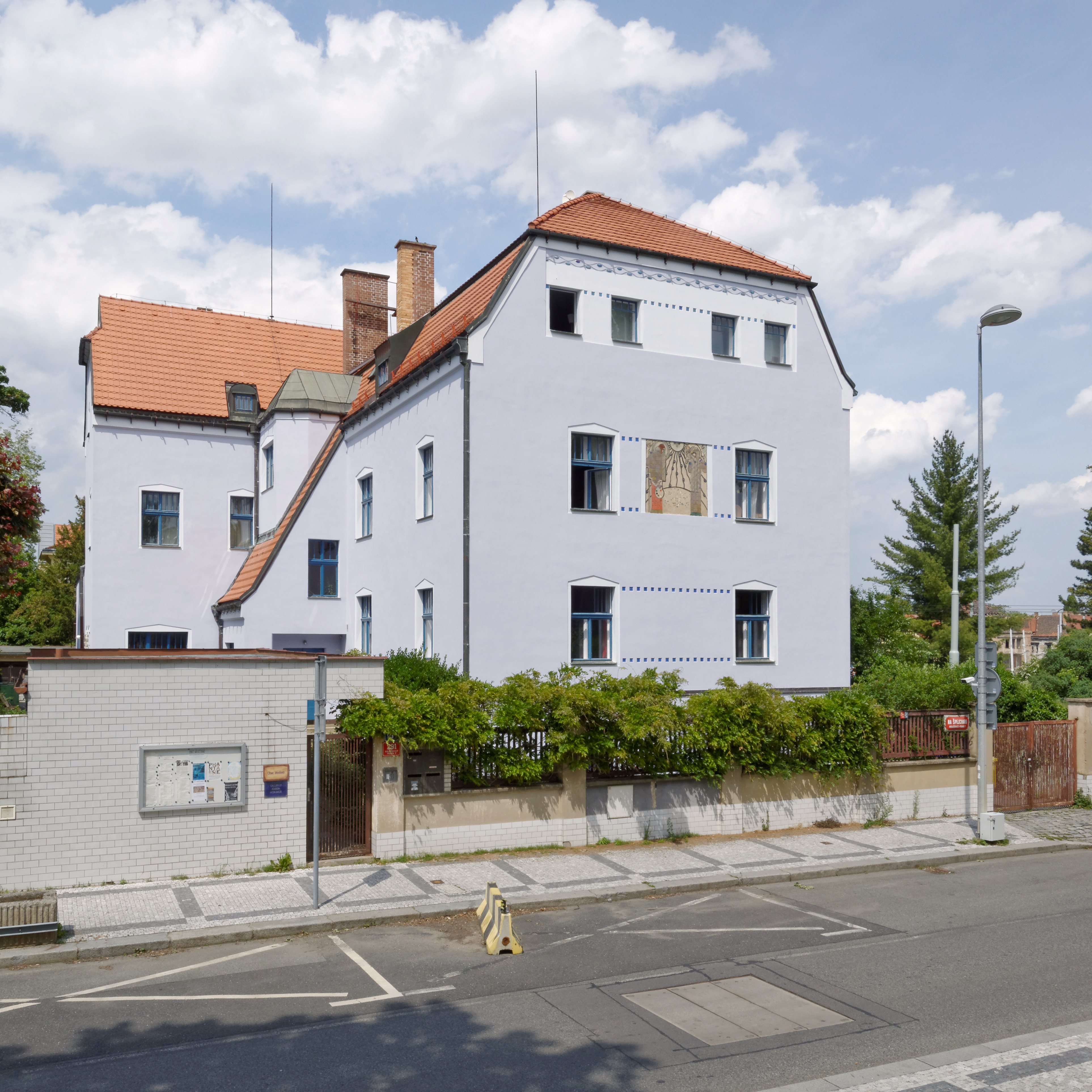
Pohled od jihozápadu
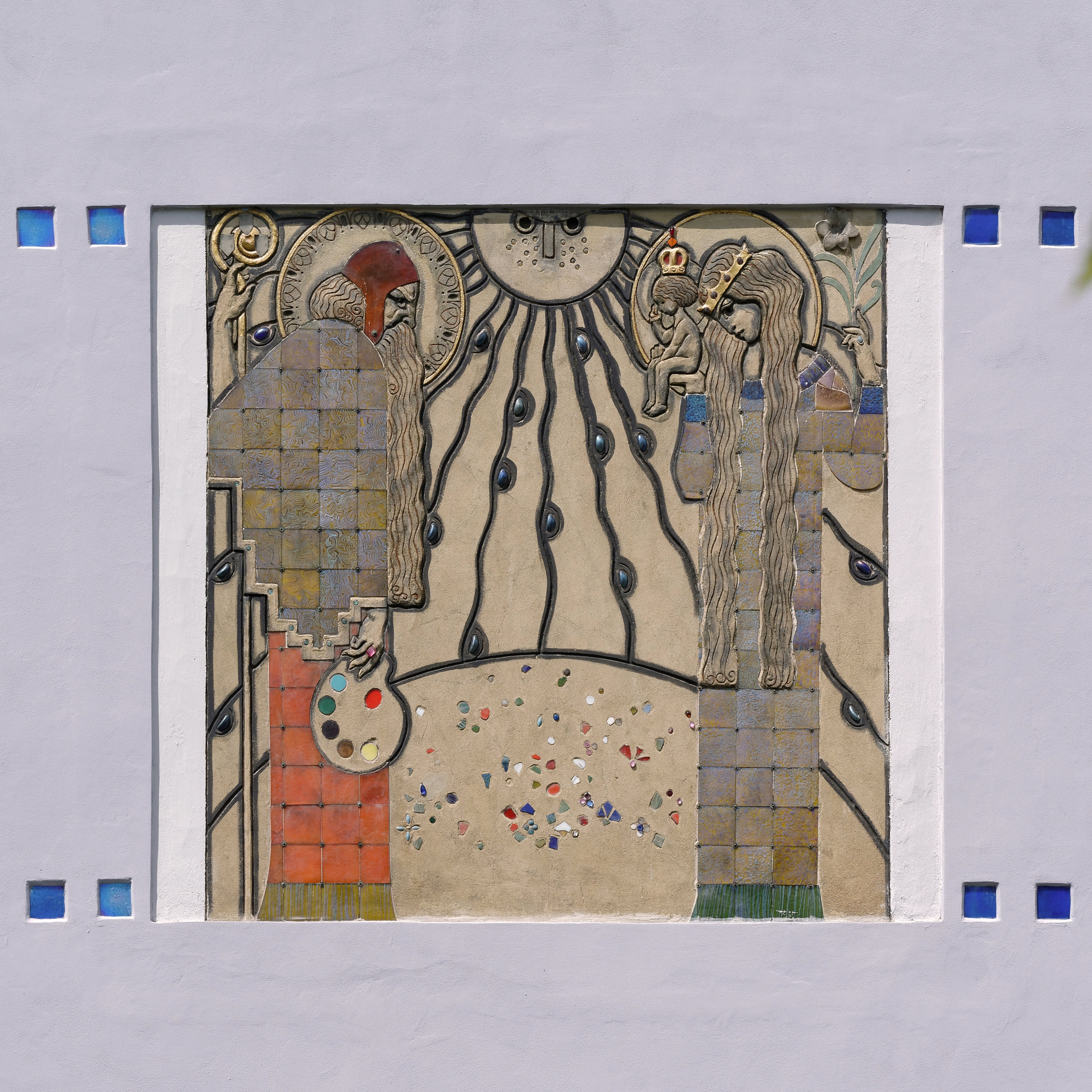
Mozaika s Pannou Marií s Jezulátkem a se svatým Lukášem

### Interiér

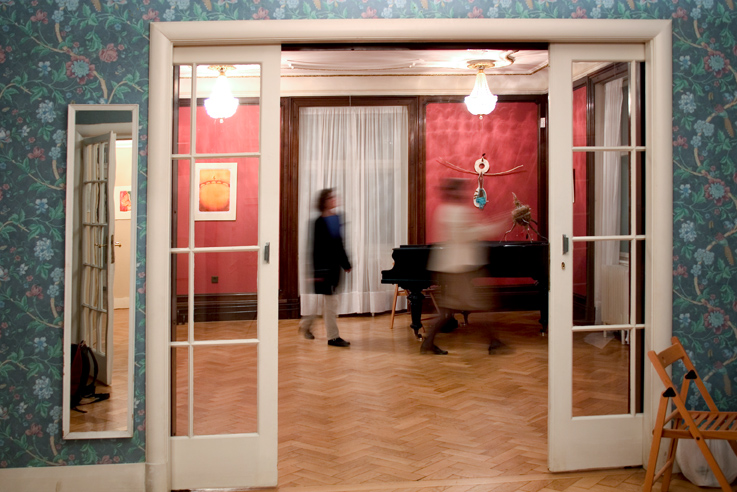
Prostory Galerie Josefa Adamce
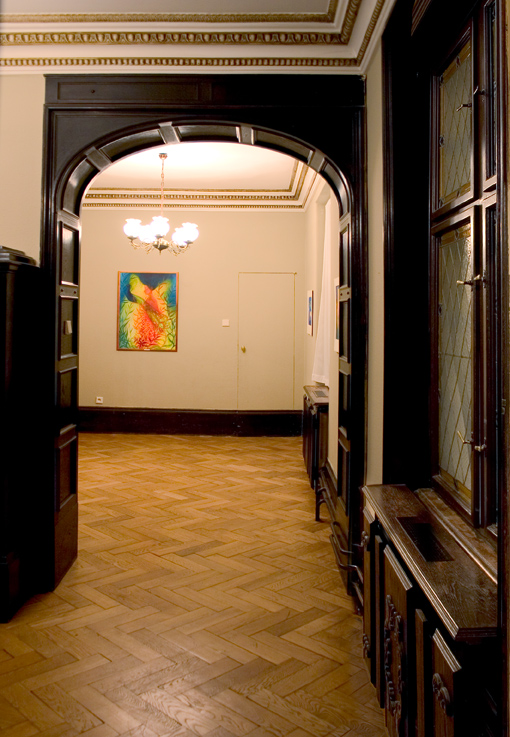
Prostory Galerie Josefa Adamce
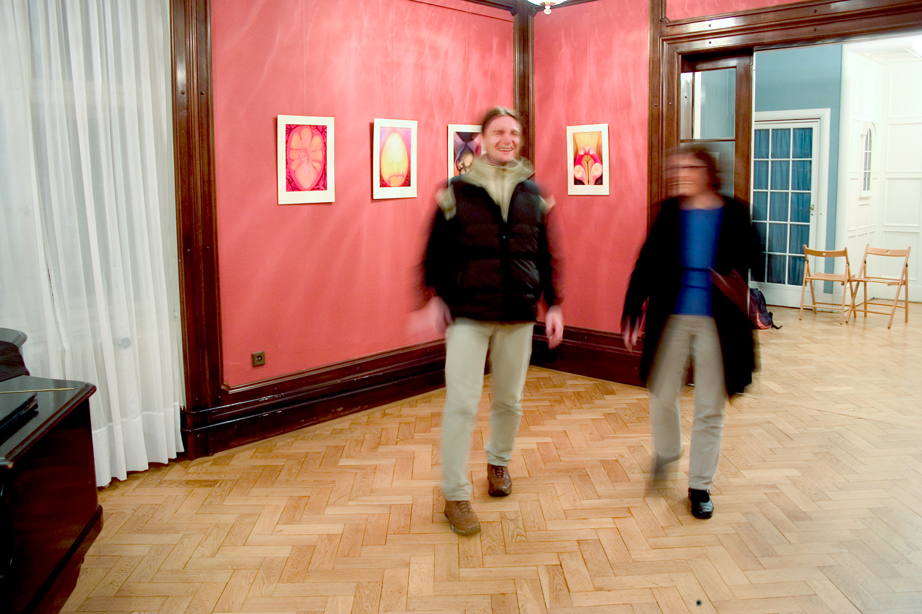
Prostory Galerie Josefa Adamce
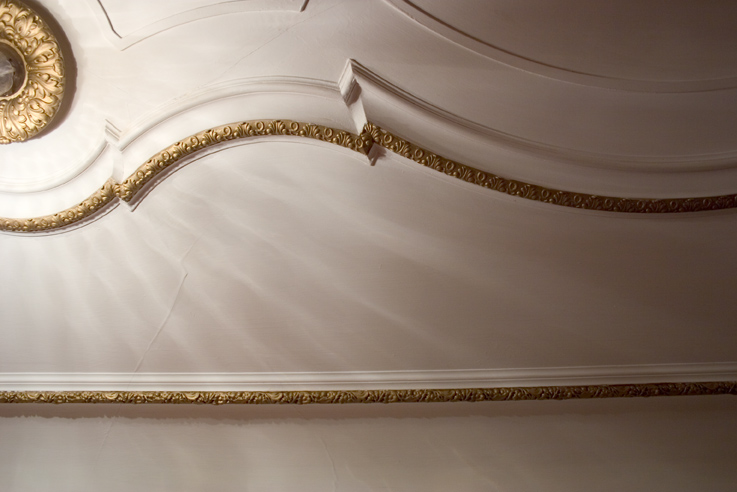
Detail štukového stropu
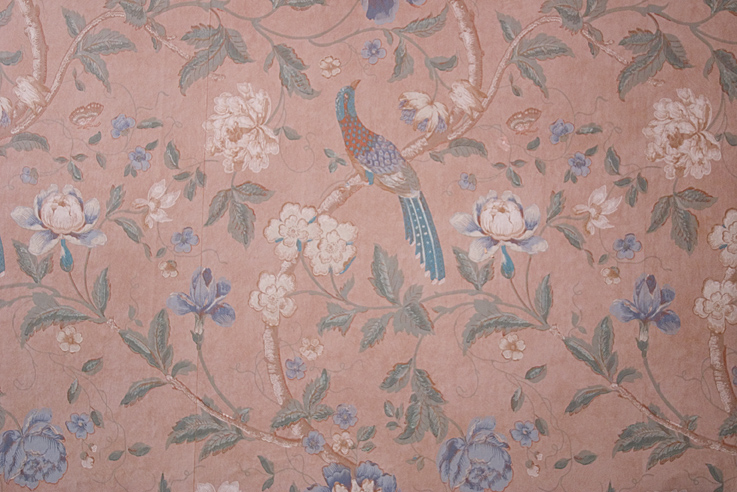
Detail tapety
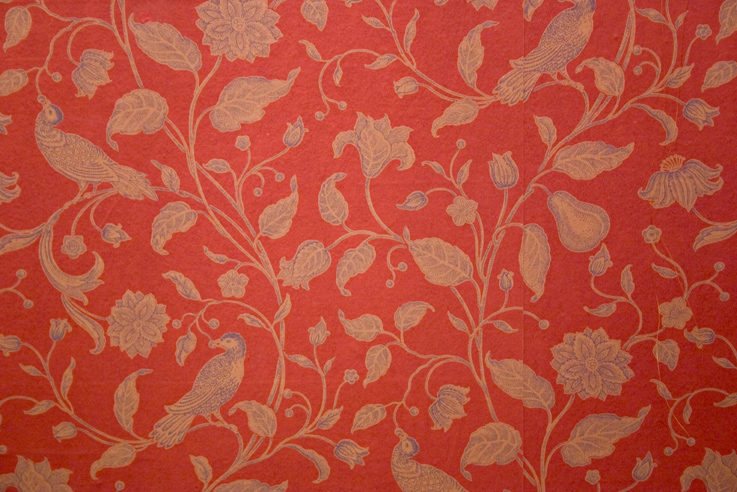
Detail tapety